# پودبورانسکی روهوزتس
پودبورانسکی روهوزتس (به چکی: Podbořanský Rohozec) یک منطقهٔ مسکونی در جمهوری چک است که در ناحیه لوونی واقع شده‌است. پودبورانسکی روهوزتس ۵٫۶۲ کیلومتر مربع مساحت و ۱۳۵ نفر جمعیت دارد و ۴۹۱ متر بالاتر از سطح دریا واقع شده‌است.